# Pietro Bortone
Pietro Bortone (* 1966 in Mailand) ist ein italienischer Altphilologe, Neogräzist und  Sprachwissenschaftler an der Universität Oxford. Er ist dort als Research Fellow angegliedert an das Wolfson College und an die Fakultät für  Philologie, Sprachwissenschaft und Phonetik.
Am King’s College der Universität London schloss er sein Studium der antiken, byzantinischen und modernen Gräzistik mit Auszeichnung ab (1990). An der Universität Oxford machte er einen Master in theoretischer Linguistik (1991), einen weiteren Master in vergleichender Sprachwissenschaft (1993), und schließlich wurde er mit einer Arbeit zur Sprachgeschichte des Griechischen zum D.Phil. promoviert (2001).
Inzwischen unterrichtete er zugleich an der Universität Oxford an den Fakultäten für Altphilologie und für Byzantinisches und Modernes Griechisch; als Etymologe arbeitete er freiberuflich für das Oxford English Dictionary. Außerdem studierte er Skandinavistik am University College London (1993–1994). Mit Forschungsstipendien der Wingate Foundation und der Onassis Foundation forschte er in Griechenland und der Türkei (2001–2002). Danach erhielt er ein Fellowship an der Princeton University (2002–2003), wo er auch als College Fellow am Wilson College berufen wurde; es folgte ein Fellowship an der Dumbarton Oaks Research Library der Harvard University im Fach Byzantinistik. Anschließend unterrichtete er Griechische Literatur, Kultur und Sprache am Fachbereich für Altphilologie der University of Illinois in Chicago (2003–2010), wo er auch Fellow am Institute for the Humanities war. Im gleichen Zeitraum hatte er in Südafrika, am Fachbereich für Altphilologie der Rhodes University ein Fellowship inne (2009), bevor er am Wissenschaftskolleg zu Berlin ein weiteres Fellowship verliehen bekam (2010–2011). Auch von der Universität Uppsala erhielt er am Swedish Collegium for Advanced Studies ein Fellowship (2012–2013). Im Frühjahr 2014 war er als Gastprofessor am New Europe College in Bukarest eingeladen. Die ganze Zeit über ist er wissenschaftliches Mitglied der Universität Oxford geblieben.
Bortone beschäftigt sich hauptsächlich mit Geschichte und Struktur der griechischen Sprache, mit griechischer und römischer Literatur sowie mit der Beziehung zwischen Sprache und Identität. Besondere Forschungsschwerpunkte sind die Kasus und Adpositionen in synchroner wie diachroner Hinsicht, die Romayka-Sprache, Sprache im Zusammenhang mit sozialen Klassifikationen, sowie – über die Sprachwissenschaft hinaus – die verschiedenen Verwendungen und Auswirkungen des Begriffs „Identität“ und die griechisch-türkischen kulturellen Beziehungen.

## Schriften (Auswahl)
- Language & Nationality – Social Inferences, Cultural Differences, and Linguistic Misconceptions. London: Bloomsbury Academic 2022, ISBN 978-1-350-07163-6.
- Greek prepositions from antiquity to the present. Oxford: Oxford University Press 2010, ISBN 978-0-19-955685-4 – Rezension von: David M. Schaps, in: Bryn Mawr Classical Review 2013.02.19
- Greek with no history, no standard, no models: Muslim Pontic Greek. In: A. Georgakopoulou, M. S. Silk (Hrsg.), Standard Languages and Language Standards: Greek, Past and Present. London: Ashgate 2009, S. 67 ff. (Google Books)